# SZÓSZ?!:)
A SZÓSZ?!:) – A magyar nyelv szava-borsa (általában csak SZÓSZ?!:), SZÓSZ?!:-) vagy Szósz) a Magyar Televízió Kazinczy-emlékév alkalmából gyártott televíziós nyelvi vetélkedősorozata. A műsor a Nyugat 100 illetve a 100 év – játék a színház című műsorok mintáját követte, és vasárnap esténkén fél nyolckor az M2 sugározta – az első évadját 2009 március 15. és május 31., majd a második évadját október 4. és 2010. január 3. között, így összesen 25 epizódot tartalmazott.
A SZÓSZ?!:)-ban hangzott el Karinthy Frigyes Gyászos pindaroszi elégia Csók István ötvenedik születésnapjára című verse nagyközönség előtt. A vers a műsor első évadához készült írásművekkel együtt megjelent 2009 végén a SZÓSZ?!:) – A magyar nyelv szava-borsa című kötetben. November 21-én jelent meg az első évad hat DVD lemezen a MOKÉP gondozásában, míg a második évad könyve 2010 májusában került a boltokba.

## Epizódlista
|              | Cím                                                                                | Dátum              | Nyertes   | Zsűri     |
| Első évad    | Első évad                                                                          | Első évad          | Első évad | Első évad |
| ------------ | ---------------------------------------------------------------------------------- | ------------------ | --------- | --------- |
| 1.           | Nyelvi mágia                                                                       | 2009. március 15.  |           |           |
| 2.           | A magyar írásbeliség története a kódextől az SMS-ig                                | 2009. március 22.  |           |           |
| 3.           | A szleng és a szaknyelvek                                                          | 2009. március 29.  |           |           |
| 4.           | Nyelvünk születése                                                                 | 2009. április 12.  |           |           |
| 5.           | Nyelvi huncutságok I.                                                              | 2009. április 19.  |           |           |
| 6.           | Nyelvi huncutságok II.                                                             | 2009. április 26.  |           |           |
| 7.           | Nyelvi forradalmak                                                                 | 2009. május 3.     |           |           |
| 8.           | Mit ér a nevem?                                                                    | 2009. május 10.    |           |           |
| 9.           | A nyelv, mint fegyver                                                              | 2009. május 17.    |           |           |
| 10.          | A magyar nyelv különleges képességei                                               | 2009. május 24.    |           |           |
| 11.          | Slágerszövegek, szövegslágerek                                                     | 2009. május 31.    |           |           |
| Második évad |                                                                                    |                    |           |           |
| 12.          | A tavasz legjobb pillanatai                                                        | 2009. október 4.   | –         | –         |
| 13.          | A nyelvi illem                                                                     | 2009. október 18.  |           |           |
| 14.          | Irodalmi fegyvertár – nyelvi stílusok és paródiák                                  | 2009. október 25.  |           |           |
| 15.          | Sportnyelv                                                                         | 2009. november 1.  |           |           |
| 16.          | Ferdítések és fordítások                                                           | 2009. november 8.  |           |           |
| 17.          | Lehet, hogy a nők az élő beszédben, a férfiak pedig az írott szóban verhetetlenek? | 2009. november 15. |           |           |
| 18.          | Közhelyek és közmondások                                                           | 2009. november 22. |           |           |
| 19.          | Rím és ritmus                                                                      | 2009. november 29. |           |           |
| 20.          | A jövő nyelve                                                                      | 2009. december 6.  |           |           |
| 21.          | Őszi évad válogatás I.                                                             | 2009. december 13. | –         | –         |
| 22.          | Őszi évad válogatás II.                                                            | 2009. december 20. | –         | –         |
| 23.          | Őszi évad válogatás III.                                                           | 2009. december 27. | –         | –         |
| 24.          | Válogatás                                                                          | 2009. december 31. | –         | –         |
| 25.          | Válogatás                                                                          | 2010. január 3.    | –         | –         |

## Játékosok

### Tavaszi forduló
A játékosok listája a megjelenés sorrendjében. A csapatnév melletti ikonra kattintva a nevek ábécé szerint rendeződnek.
| I. Pirosak                 |
| -------------------------- |
| Mácsai Pál (1–11.)         |
| Kiss Judit Ágnes (1–11)    |
| Lator László (1–2., 5–11.) |
| Radics Viktória (3–4.)     |

| II. Feketék            |
| ---------------------- |
| Vámos Miklós (1–11.)   |
| Pokorny Lia (1–9. 11.) |
| Barna Imre (1–11.)     |
| Csákányi Eszter (10.)  |

| III. Fehérek                     |
| -------------------------------- |
| Várady Szabolcs (1–2, 5–9., 11.) |
| Bíró Kriszta (1–2., 5–7.)        |
| Nádasdy Ádám (1–11.)             |
| Molnár Piroska (3–4., 10–11.)    |
| Szabó T. Anna (3–4., 10.)        |
| Bertalan Ágnes (8–9.)            |

Az évad utolsó két adásában Réz Pál csatlakozott a zsűrihez.

### Őszi forduló
| I. Fehérek               |
| ------------------------ |
| Várady Szabolcs (13–20.) |
| Csákányi Eszter (13–14.) |
| Nádasdy Ádám (13–16.)    |
| Bíró Kriszta (15–20.)    |
| Szabó T. Anna (17–20.)   |

| I. Feketék                   |
| ---------------------------- |
| Vámos Miklós (13–20.)        |
| Pokorny Lia (13–14., 17–20.) |
| Barna Imre (13–20.)          |
| Csákányi Eszter (15–16.)     |

| III. Pirosak                      |
| --------------------------------- |
| Mácsai Pál (13–14., 19–20.)       |
| Kiss Judit Ágnes (13–14., 17–20.) |
| Lator László (13–20.)             |
| Kálid Artúr (15–16.)              |
| Szabó T. Anna (15–16.)            |
| Hegedűs D. Géza (17–18.)          |